# Dao động cầu Wien

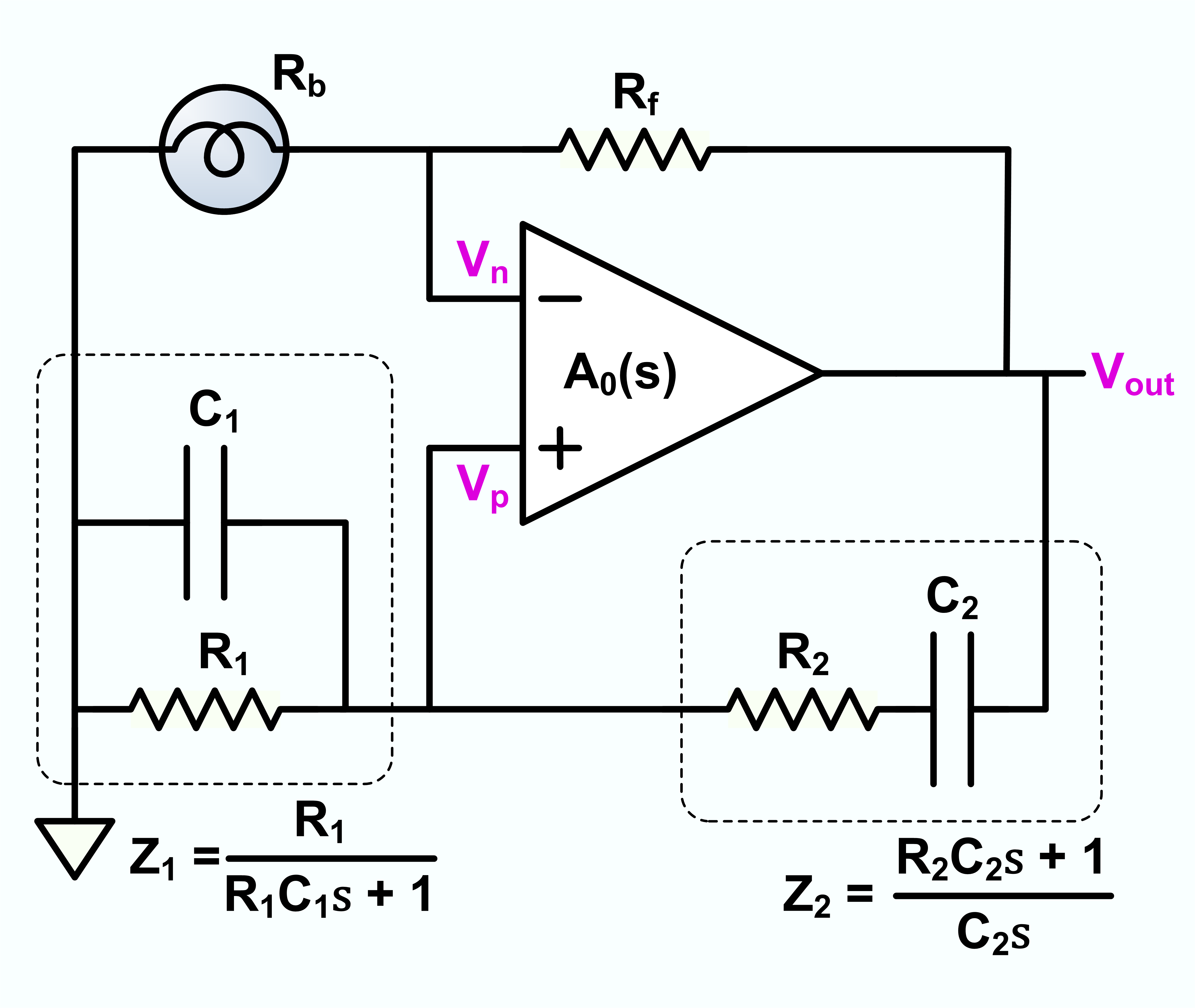
Trong phiên bản này của bộ dao động, Rb là một đèn sợi đốt nhỏ. Thông thường R1 = R2 = R và C1 = C2 = C. Trong hoạt động bình thường, Rb tự nóng lên đến điểm mà điện trở của nó là Rf/2.

Bộ tạo dao động cầu Wien là loại dao động điện tử tạo ra sóng hình sin. Nó có thể tạo ra tín hiệu có dải tần số lớn. Nó được dùng cho chế tạo các máy phát sóng sin chuẩn có tần số điều chỉnh được một cách liên tục từng thang.
Bộ tạo dao động dựa trên mạch cầu vốn được Max Wien phát triển vào năm 1891 để đo trở kháng . Cầu Wien bao gồm bốn điện trở và hai tụ điện. Bộ tạo dao động cũng có thể được xem như một bộ khuếch đại khuếch đại dương kết hợp với bộ lọc thông dải cung cấp phản hồi dương. Điều khiển độ khuếch tự động, phi tuyến tính có chủ ý và phi tuyến tính ngẫu nhiên giới hạn biên độ đầu ra trong các triển khai khác nhau của bộ dao động.
Mạch hiển thị bên phải mô tả quá trình thực hiện dao động phổ biến một lần, với điều khiển khuếch đại tự động bằng đèn sợi đốt. Trong điều kiện R1= R2= R và C1= C2= C, tần số dao động được cho bởi:
{\displaystyle f_{hz}={\frac {1}{2\pi RC}}}
và điều kiện để dao động ổn định là
{\displaystyle R_{b}={\frac {R_{f}}{2}}}